# Johann Augustin Kobelius
Johann Augustin Kobelius  (Wählitz, 21 februari 1674 - Weißenfels, 17 augustus 1731) was een Duits componist van barokmuziek, organist en kapelmeester.

## Zijn leven en zijn werk
Kobelius werd in Wälitz dicht bij Hohenmölsen geboren. Hij was de zoon van August Kobelius, predikant uit Landshut, Beieren. Hij kreeg zijn eerste muzieklessen van zijn grootvader van moeders zijde, Nicolaas Brause, organist in Weißenfels. Later studeerde hij bij Johann Christian Schiefendecker en compositie bij Johann Philipp Krieger,  Kapellmeister aan het hof te Weissenfels.  Tijdens zijn studie tijd maakte hij verre reizen, zoals naar Venetië.
In 1702 maakte de regerend hertog Johan Adolf II van Saksen-Weißenfels,  het mogelijk dat Kobelius een aanstelling kreeg als organist in de  St Jacobi kerk in Sangerhausen. Hierbij werd de voorkeur van de stad om de 17-jarige Johann Sebastian Bach aan te stellen, verworpen. Waarschijnlijk was dit de enige keer in de loopbaan van Bach dat een gesteund verzoek tot benoeming werd ingetrokken. Kobelius werd in 1703 verantwoordelijk voor de koormuziek in de stad.  In 1713 werd hij aangesteld aan de nieuw gebouwde Drie-eenheidskerk in Sangerhausen.
Vanaf 1725 nam  Kobelius als landrentmeester (kamerheer) een hogere positie in dan een kapelmeester aan het hof. Kobelius was de laatste componist aan het hof van Weissenfels die met succes destijds opera’s schreef. Zijn voorgangers waren Reinhard Keiser, Johann David Heinichen en met name  Johann Krieger; allen hebben opera’s voor het hof geschreven.
Kobelius heeft, voor zover bekend,  alleen maar  de solocantate Ich Fürchte keinen Tod auf Erden, op tekst van Erdmann Neumeister (copie 1725) nagelaten. Deze is recent in 2010 voor het eerst uitgevoerd en opgenomen.